# Gibbsova–Helmholtzova rovnice
Gibbsova-Helmholtzova rovnice vyjadřuje pomocí entalpie závislost změny Gibbsovy volné energie na teplotě.

## Rovnice
Rovnice má tvar
{\displaystyle {\left({\frac {\partial }{\partial T}}{\left({\frac {G}{T}}\right)}\right)}_{p,n_{i}}=-{\frac {H}{T^{2}}}},
kde {\displaystyle G} je Gibbsova volná energie, {\displaystyle T} je termodynamická teplota a {\displaystyle H} je entalpie. Index {\displaystyle p,n_{i}} označuje, že se počítá při konstantním tlaku {\displaystyle p} a stálém látkovém množství jednotlivých složek termodynamické soustavy.
Rovnice přímo vyplývá z jednoho ze vztahů mezi termodynamickými potenciály, též nazývaných Gibbsovy-Helmholtzovy rovnice.